# Augusto Etchécopar
Augusto Etchécopar, in lingua francese Auguste (Saint-Palais, 30 maggio 1830 – Bétharram, 13 aprile 1897), è stato un presbitero francese, secondo successore di Michel Garicoïts alla guida della Congregazione dei Preti del Sacro Cuore di Gesù di Bétharram; la sua causa di beatificazione è attualmente in corso.

## Biografia
P. Etchécopar nasce a Saint-Palais, cittadina dei Paesi Baschi francesi, ottavo di quindici fratelli. Ben presto si manifesta in lui la vocazione sacerdotale; frequenta gli studi al suo paese natale e, benché seminarista, diventa professore al collegio di Saint-Palais, come era abitudine all'epoca. Il 10 giugno 1854 è ordinato sacerdote nella cattedrale di Bayonne.
Dotato intellettualmente, per espresso desiderio del Vescovo, entra a far parte della Società des Hautes Etudes di Oloron, fondata con lo scopo di formare una élite di preti ai quali affidare i posti più importanti della Diocesi. Ben presto però la Società è sciolta e i suoi membri, a titolo individuale, sono ammessi nella Società dei Preti del Sacro Cuore di Gesù di Bétharram, fondata dal sacerdote Michel Garicoïts. Così il 24 ottobre 1855 il giovane abbé Augusto Etchécopar emette la sua professione nell'Istituto di Bétharram.
Per due anni continua il suo insegnamento nel Collegio Sainte-Croix di Oloron; poi, nel luglio 1857, p. Garicoïts lo chiama a Bétharram, affidandogli il delicato incarico di Maestro dei Novizi. Sarà inoltre l'amico ed il confidente del fondatore di Bétharram, che morirà qualche anno dopo, il 14 maggio 1863.
D'ora in avanti, la vita di p. Etchécopar si svolgerà interamente nella Casa Madre dell'Istituto, a diretto servizio della Congregazione, dapprima come segretario del Fondatore (1857-1863), poi come Segretario Generale dell'Istituto (1863-1873), Assistente Generale di p. Chirou (1873-1874), ed infine come terzo Superiore Generale (1874-1897).
Di salute cagionevole, alterna momenti di intensa attività, con lunghi periodi di malattia. Ed è proprio a seguito di uno di questi, che p. Etchécopar troverà la morte, il 13 aprile 1897. Il Capitolo Generale successivo alla sua morte lo proclamerà "secondo fondatore" dell'Istituto.

## L'azione

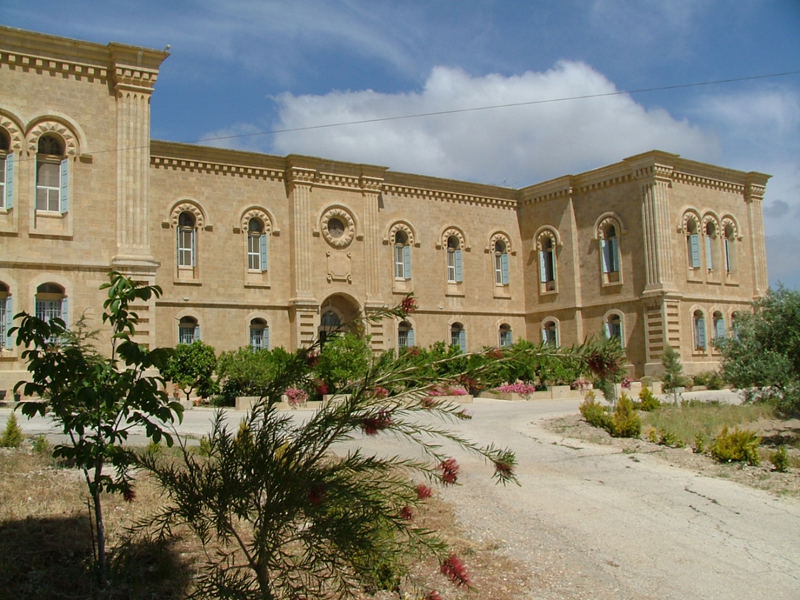
La residenza di Betlemme dei Preti del Sacro Cuore, inaugurata nel 1885

Secondo i suoi biografi furono soprattutto tre gli obiettivi che p. Etchécopar si propose durante la sua lunga permanenza alla guida della Congregazione.
- In primo luogo si propose di ottenere dalla Santa Sede l'approvazione della Congregazione e delle sue Costituzioni. Infatti, alla morte nel 1863 del fondatore, Michel Garicoïts, la Società dei Preti del Sacro Cuore non aveva ancora ottenuto il riconoscimento della Curia romana, soprattutto per l'opposizione del vescovo locale di Bayonne, cui spettava la presentazione a Roma del nuovo Istituto religioso. Solo dopo lunghe trattative p. Etchécopar ottenne il permesso dal vescovo di presentare a Roma le Costituzioni dell'Istituto, ed assicurarsi il riconoscimento ufficiale, il 30 luglio 1875, dodici anni dopo la morte del fondatore.
- Una volta ottenuta l'approvazione romana, p. Etchécopar si impegnava sul secondo punto del suo programma: far riconoscere dalla Chiesa la santità di p. Michel Garicoïts. Incaricò dapprima un religioso dell'Istituto, Basilide Bourdenne, di preparare una biografia del fondatore, che apparve nel 1878 col titolo di Vie et Lettres du R. P. Michel Garicoïts. Lui stesso poi raccoglierà e pubblicherà nel 1890 una parte delle lettere e di altri scritti del fondatore. Tra la fine degli anni '80 e l'inizio degli anni '90 del XIX secolo si svolgerà a Bayonne il Processo Informativo diocesano, e solo nel 1899 (due anni dopo la morte di Etchécopar) arriverà da Roma il decreto di Introduzione della Causa di Michel Garicoïts (la cui santità verrà riconosciuta dalla Chiesa cattolica nel 1947).
- Infine, terzo punto del programma di p. Etchécopar fu quello di consolidare, dal punto di vista spirituale e materiale, la Congregazione e le sue diverse opere. Rientrano in questo contesto:
  - la fitta corrispondenza con i religiosi del suo Istituto;
  - l'animazione spirituale attraverso centinaia di conferenze e di ritiri predicati;
  - i suoi viaggi all'estero, in particolare il viaggio in Argentina ed Uruguay tra novembre 1891 e maggio 1892, i due viaggi a Betlemme (1891 e 1893), e gli otto viaggi a Roma;
  - la fondazione, nel 1874, del Collegio Saint-Louis a Bayonne, e nel 1878, della comunità di Betlemme.

## La causa di beatificazione
La causa di beatificazione di p. Etchécopar è iniziata piuttosto tardi, nel 1935, 38 anni dopo la sua morte, con il “Processo Ordinario Informativo”, ossia il processo svoltosi nella diocesi di Bayonne per la raccolta delle testimonianze sulla vita di p. Etchécopar. Il 14 dicembre 1945 la causa venne introdotta a Roma ed interrotta nell'ottobre del 1964. Solo nel 1997 essa è stata ripresa con la nomina di un nuovo postulatore.